# Accident (Maryland)
Accident è un comune degli Stati Uniti d'America, situato nello stato del Maryland, nella contea di Garrett.